# 아이젠슈타인 정수

아이젠슈타인 정수들은 복소평면에서 삼각 격자를 이룬다.

수론에서 아이젠슈타인 정수(영어: Eisenstein integer)는 아래의 꼴로 표현될 수 있는 복소수를 말한다. 독일의 수학자 고트홀트 아이젠슈타인의 이름이 붙어 있다.
{\displaystyle z=a+b\omega \qquad (a,b\in \mathbb {Z} )}
여기서 {\displaystyle \omega }는 1의 세제곱근이다.
{\displaystyle \omega ={\frac {1}{2}}(-1+i{\sqrt {3}})=e^{2\pi i/3}}

## 성질
아이젠슈타인 정수는 원분체 {\displaystyle \mathbb {Q} [\omega ]}의 대수적 정수환이며, 유클리드 정역을 이룬다. 그 가역원군은 6개의 원소를 가지는 순환군이며, 다음과 같다.
{\displaystyle \{\pm 1,\pm \omega ,\pm \omega ^{2}\}}

## 아이젠슈타인 소수

아이젠슈타인 소수

아이젠슈타인 정수들은 유클리드 정역이므로, 유일 소인수분해를 가진다. 이에 따른 소수들을 아이젠슈타인 소수(영어: Eisenstein prime)라고 한다. 이들은 다음과 같다. (편의상, 통상적인, 즉 {\displaystyle \mathbb {Z} }에서의 소수를 유리소수라고 하자.)
아이젠슈타인 정수 {\displaystyle z=a+b\omega }가 아이젠슈타인 소수일 필요충분조건은 다음과 같다.
1. {\displaystyle z}는 가역원과 {\displaystyle p\equiv 2{\pmod {3}}}인 유리소수 {\displaystyle p}의 곱과 같거나,
2. 아니면 {\displaystyle |z|^{2}=a^{2}-ab+b^{2}}는 유리소수이다. (이 경우 항상 {\displaystyle |z|^{2}\equiv 0,1{\pmod {3}}}이다.)

따라서, 아이젠슈타인 소수의 목록은 다음과 같다.
- 갈리지 않는 (유리소수인) 아이젠슈타인 소수.

2, 5, 11, 17, 23, 29, 41, 47, 53, 59, 71, 83, 89, 101, … (OEIS의 수열 A3627)
- 실수가 아닌 아이젠슈타인 소수

2 + ω, 3 + ω, 4 + ω, 5 + 2ω, 6 + ω, 7 + ω, 7 + 3ω, …
유리소수이지만 아이젠슈타인 소수가 아닌 수들은 다음과 같다.
3 = −(1 + 2ω)2, 7 = (3 + ω)(2 − ω), … (OEIS의 수열 A7645)

## 같이 보기
- 가우스 정수
- 이차 정수